# Saugeen Shores
Saugeen Shores es un pueblo canadiense situado en la provincia de Ontario.

## Superficie
Saugeen Shores tiene una superficie de 170,19 km².

## Demografía
En 2021, tenía 15 908 habitantes, una densidad poblacional de 93,5 hab./km², y 8548 viviendas.